# Lupset
Lupset är en stadsdel i Wakefield, i distriktet Wakefield, i grevskapet West Yorkshire, i England. Lupset var en civil parish från 1902 till 1925 då den blev en del av Wakefield. Denna civil parish hade 161 invånare år 1921.